# 贝伦施泰因
贝伦施泰因（德語：Bärenstein）是德国萨克森州的市镇，隶属于厄尔士山县。总面积为5.47平方千米，截至2023年12月31日总人口为2,249人。